# انتشار مصلي
الانتشار المصلي (بالإنجليزية: Seroprevalence)‏ هو عدد الأشخاص الذين ثَبتت إصابتهم بمرض معين في وقت معين في بلد معين، وذلك اعتمادًا على علم الأمصال (مصل الدم)، وغالبًا ما يُعبر عنها كنسبةٍ مئوية من إجمالي العينات التي أُجريَ الاختبار عليها أو كنسبةٍ لكل 100000 شخص أُجري الاختبار عليهم. يُثبت حدوث المرض (إيجابية الفحص) اعتمادًا على وجود الأجسام المضادة لهذا المرض (خاصةً العدواى الفيروسية مثل الهربس وفيروس العوز المناعي البشري). هذا الرَقم غير مُهم في حال كانت نوعية الجسم المضاد مُنخفضة.

## روابط خارجية
- تعريف بورتلاند فيروس نقص المناعة البشرية للانتشار المصلي